# Ardealu, Tulcea
Ardealu este un sat în comuna Dorobanțu din județul Tulcea, Dobrogea, România. Se află în partea de vest a județului, în Podișul Babadagului. La recensământul din 2002 a înregistrat 0 locuitori. În timpul dominației otomane purta numele de Hasanlar / Asînlar.
Satul dispărut se găsește pe un platou înalt, la aproximativ 900m nord-vest de localitatea Cârjelari.
Vechea vatră a localității Ardealu este menționat în documentele turcești începând cu secolul al XVII.